# Ramaria brienzensis
Ramaria brienzensis är en svampart som beskrevs av Schild 1992. Ramaria brienzensis ingår i släktet Ramaria och familjen Gomphaceae.   Inga underarter finns listade i Catalogue of Life.